# Gembor (Pagaden)
Gembor is een bestuurslaag in het regentschap Subang van de provincie West-Java, Indonesië. Gembor telt 6960 inwoners (volkstelling 2010).